# Casaño
El río Casaño es un río de montaña del oriente de la región española de Asturias, afluente por la izquierda del río Cares y éste a su vez afluente del río Deva. Se enmarca en una zona de enorme belleza paisajística, discurriendo por su valle una hermosa y concurrida, en verano, ruta. 

## Curso
Nace cerca de los lagos de Enol, en el concejo asturiano de Onís y confluye con el río Cares en Arenas de Cabrales tras un recorrido de unos 19 km. Atraviesa las poblaciones cabraliegas de Carreña y Poo.
No tiene afluentes notables.
Aparece descrito en el sexto volumen del Diccionario geográfico-estadístico-histórico de España y sus posesiones de Ultramar de Pascual Madoz con las siguientes palabras:

CASAÑO: r. en la prov. de Oviedo, el cual nace cerca de los montes de la Molina, al estremo meridional del ayunt. de Onis: durante su curso de S. á NE., baña los l. de Molina y Canales; sigue por las felig. de Berodia y Puertas, donde recibe por su izq. el riach. llamado Oscuro, y por la der. el arroyo Berodia, y dirigiéndose á las de Asiego é Inguanzo, continúa por la de Carreña, donde se le incorpora el riach. Ridon, atraviesa el l. de Poo, y llegando al de Arenas, desagua en el r. Cares, despues de habérsele unido el arroyo Ribeles. Tiene 3 puentes de piedra y uno de madera; sus aguas crian truchas, anguilas y otros peces, y dan impulso á distintos molinos harineros.
(Madoz, 1847, p. 34)